# Guinane
Guinane (ou Guinane I, Guinané, Guiname) est une localité du Cameroun située dans la commune de Kalfou, le département du Mayo-Danay et la Région de l'Extrême-Nord, à proximité de la frontière avec le Tchad.

## Population
En 1967, la localité comptait 617 habitants, principalement des Toupouri et des Peuls. À cette date, elle était dotée d'une école publique à cycle incomplet. Un marché hebdomadaire s'y tenait le vendredi.
Lors du recensement de 2005, on y a dénombré 1 089 personnes.